# Halové mistrovství světa v atletice 2024
Halové mistrovství světa v atletice 2024 bylo 19. v řadě těchto světových sportovních událostí, jež pořádá IAAF. Konalo se 1.–3. března 2024 v Emirates Areně v skotském Glasgow. 
Česko reprezentovalo 23 atletů a atletek.

## Medailisté

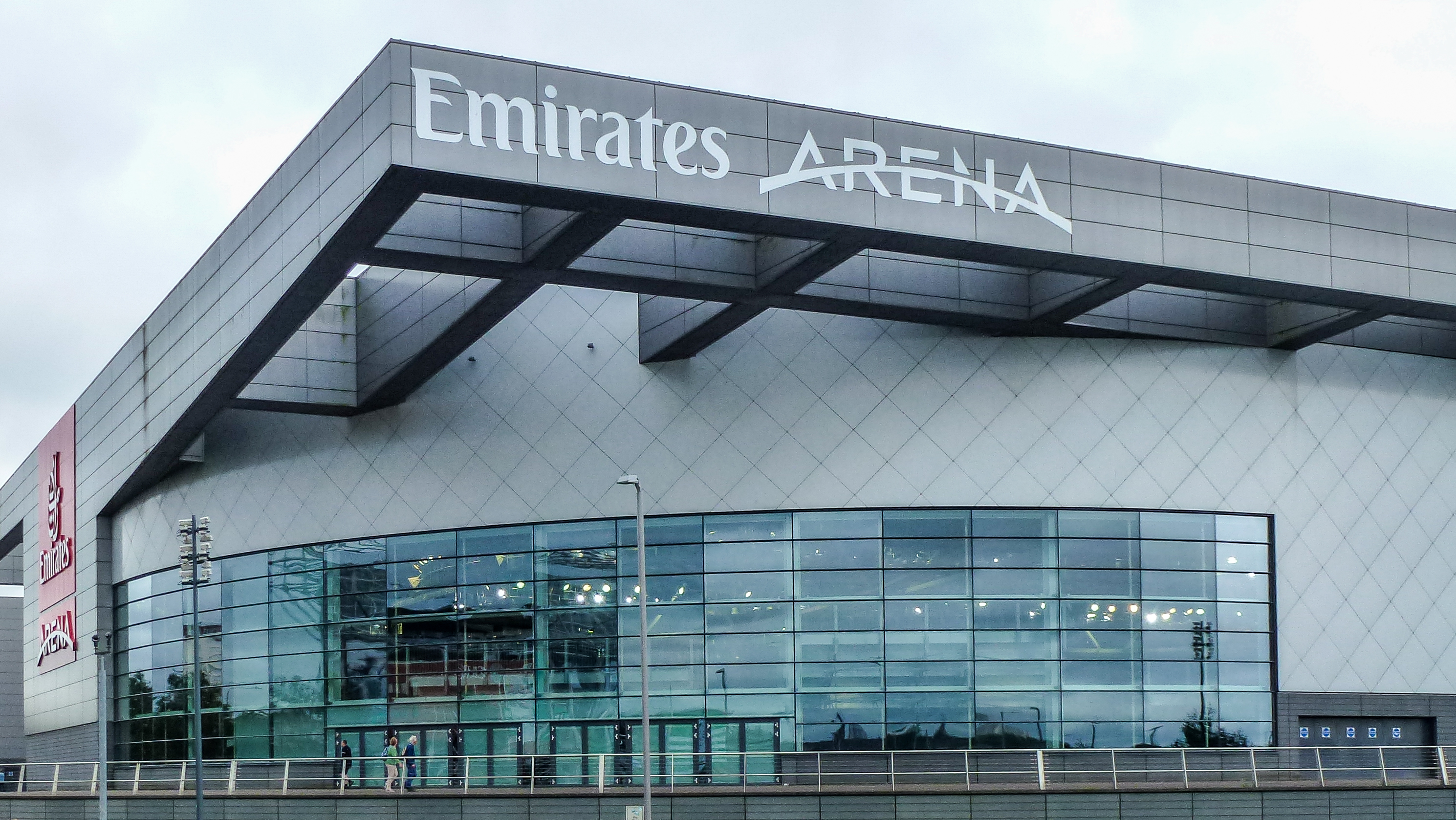
Emirates Arena v Glasgow

### Muži
| Soutěž            | Zlato                                                                              | Stříbro                                                                                          | Bronz |
| ----------------- | ---------------------------------------------------------------------------------- | ------------------------------------------------------------------------------------------------ | --- |
| 60 m              | Christian Coleman 6,41                                                             | Noah Lyles 6,44                                                                                  | Ackeem Blake 6,46                                                                                         |
| 400 m             | Alexander Doom 45,25                                                               | Karsten Warholm 45,34                                                                            | Rusheen McDonald 45,65                                                                                    |
| 800 m             | Bryce Hoppel 1:44,92                                                               | Andreas Kramer 1:45,27                                                                           | Eliott Crestan 1:45,32                                                                                    |
| 1500 m            | Geordie Beamish 3:36,54                                                            | Cole Hocker 3:36,69                                                                              | Hobbs Kessler 3:36,72                                                                                     |
| 3000 m            | Josh Kerr 7:42,98                                                                  | Yared Nuguse 7:43,59                                                                             | Selemon Barega 7:43,64                                                                                    |
| 60 m př.          | Grant Holloway 7,29                                                                | Lorenzo Simonelli 7,43                                                                           | Just Kwaou-Mathey                                                                                         |
| Štafeta 4 × 400 m | 3:02,54 Alexander Doom Dylan Borlée Christian Iguacel Jonathan Sacoor Tibo de Smet | 3:02,60 Noah Lyles Jacory Patterson Matthew Boling Christopher Bailey Paul Dedewo Trevor Bassitt | 3:04,25 Liemarvin Bonevacia Ramsey Angela Terrence Agard Tony van Diepen Taymir Burnet Isaya Klein Ikkink |
| Skok do výšky     | Hamish Kerr 2,36 m                                                                 | Shelby McEwen 2,28 m                                                                             | U Sang-hjok 2,28 m                                                                                        |
| Skok o tyči       | Armand Duplantis 6,05 m                                                            | Sam Kendricks 5,90 m                                                                             | Emmanouil Karalis 5,85 m                                                                                  |
| Skok daleký       | Miltiadis Tentoglou 8,22 m                                                         | Mattia Furlani 8,22 m                                                                            | Carey McLeod 8,21 m                                                                                       |
| Trojskok          | Hugues Fabrice Zango 17,53 m                                                       | Yasser Triki 17,35 m                                                                             | Tiago Pereira 17,08 m                                                                                     |
| Vrh koulí         | Ryan Crouser 22,77 m                                                               | Tomas Walsh 22,07 m                                                                              | Leonardo Fabbri 21,96 m                                                                                   |
| Sedmiboj          | Simon Ehammer 6418 bodů                                                            | Sander Skotheim 6407 bodů                                                                        | Johannes Erm 6340 bodů                                                                                    |

### Ženy
| Soutěž            | Zlato                                                                                                  | Stříbro | Bronz                                                                                  |
| ----------------- | --- | --- | -------------------------------------------------------------------------------------- |
| 60 m              | Julien Alfredová 6,98                                                                                  | Ewa Swobodová 7,00                                                                                              | Zaynab Dossová 7,05                                                                    |
| 400 m             | Femke Bolová 49,17                                                                                     | Lieke Klaverová 50,16                                                                                           | Alexis Holmesová 50,24                                                                 |
| 800 m             | Tsige Dugumová 2:01,90                                                                                 | Jemma Reekieová 2:02,72                                                                                         | Noélie Yarigová 2:03,15                                                                |
| 1500 m            | Freweyni Hailuová 4:01,46                                                                              | Nikki Hiltzová 4:02,32                                                                                          | Emily Mackayová 4:02,69                                                                |
| 3000 m            | Elle St. Pierreová 8:20,87                                                                             | Gudaf Tsegayová 8:21,13                                                                                         | Beatrice Chepkoechová 8:22,68                                                          |
| 60 m př.          | Devynne Charltonová 7,65                                                                               | Cyréna Samba-Mayelaová 7,74                                                                                     | Pia Skrzyszowská 7,79                                                                  |
| Štafeta 4 × 400 m | 3:25,07 Femke Bolová Lieke Klaverová Cathelijn Peetersová Myrthe van der Schootová Eveline Saalbergová | 3:25,34 Quanera Hayesová Talitha Diggsová Bailey Learová Alexis Holmesová Jessica Wrightová Na'Asha Robinsonová | 3:26,36 Laviai Nielsenová Lina Nielsenová Ama Pipiová Jessie Knightová Hannah Kellyová |
| Skok do výšky     | Nicola Olyslagersová 1,99 m                                                                            | Jaroslava Mahučichová 1,97 m                                                                                    | Lia Apostolovskiová 1,95 m                                                             |
| Skok o tyči       | Molly Cauderyová 4,80 m                                                                                | Eliza McCartneyová 4,80 m                                                                                       | Katie Moonová 4, 75 m                                                                  |
| Skok daleký       | Tara Davisová-Woodhallová 7,07 m                                                                       | Monae' Nicholsová 6,85 m                                                                                        | Fátima Diameová 6,78 m                                                                 |
| Trojskok          | Thea Lafondová 15,01 m                                                                                 | Leyanis Pérezová Hernándezová 14,90 m                                                                           | Ana Peleteirová-Compaoréová 14,75 m                                                    |
| Vrh koulí         | Sarah Mittonová 20,22 m                                                                                | Yemisi Ogunleyeová 20,19 m                                                                                      | Chase Jacksonová 19,67 m                                                               |
| Pětiboj           | Noor Vidtsová 4773 bodů                                                                                | Saga Vanninenová 4677 bodů                                                                                      | Sofie Dokterová 4571 bodů                                                              |